# Caccodes salvadoranus
Caccodes salvadoranus es una especie de coleóptero de la familia Cantharidae.

## Distribución geográfica
Habita en las Bahamas.